# Bãi Tư Chính
Bãi Tư Chính hay bãi cạn Tư Chính, bãi ngầm Tư Chính (tiếng Anh: Vanguard Bank; tiếng Trung: 万安滩; bính âm: Wànān tān, Hán-Việt: Vạn An than) là một cụm rạn san hô ở phía nam Biển Đông.
Tại đây Việt Nam cho lắp đặt các cấu trúc thép có tên là nhà giàn DK1 và giao cho Tiểu đoàn DK1 trực thuộc Bộ Tư lệnh Vùng 2 Hải quân kiểm soát. Việt Nam tuyên bố bãi Tư Chính nằm trên thềm lục địa phía nam, không thuộc quần đảo Trường Sa và bác bỏ sự gán ghép bãi này vào quần đảo Trường Sa. Đài Loan và Trung Quốc quan niệm bãi này thuộc quần đảo Nam Sa.

## Địa lý
Bãi Tư Chính là một cụm rạn san hô ở phía nam Biển Đông, cách đất liền Việt Nam cách bờ biển Vũng Tàu 160 hải lý và cách bờ biển Đảo Hải Nam của Trung Quốc hơn 600 hải lý. Theo UNCLOS, một quốc gia ngoài vùng nội thủy và lãnh hải thì từ đường cơ sở dùng để tính chiều rộng lãnh hải, quốc gia ven bờ được quyền có vùng đặc quyền kinh tế tối đa 200 hải lý Bãi dài 63 km, rộng 11 km. Phần mặt bằng rạn quan sát được có diện tích 33,88 km².Nơi nông nhất nằm đầu mút phía bắc, có độ sâu 16 m.

## Hoạt động của con người
Về mặt hành chính, bãi Tư Chính thuộc phạm vi quản lý của tỉnh Bà Rịa – Vũng Tàu. Người ta lắp đặt cấu trúc thép gọi là nhà giàn DK1 kể từ năm 1989. Về sau, mẫu nhà giàn được thiết kế lại, rộng rãi và vững chắc hơn, có kết cấu liên hoàn theo mẫu giàn khoan nước sâu. Hiện có ba nhà giàn đang hoạt động:
- Nhà giàn DK1/11 (tức nhà giàn Tư Chính C hay Tư Chính 3): hoàn thành 5 tháng 5 năm 1994.
- Nhà giàn DK1/12 (tức nhà giàn Tư Chính D hay Tư Chính 4): hoàn thành 8 tháng 8 năm 1994.
- Nhà giàn DK1/14 (tức nhà giàn Tư Chính E hay Tư Chính 5): hoàn thành 20 tháng 4 năm 1995.

Binh sĩ đồn trú thuộc biên chế Tiểu đoàn DK1, lúc đầu thuộc Lữ đoàn 171 Hải quân Nhân dân Việt Nam, về sau trực thuộc Bộ Tư lệnh Vùng 2 Hải quân.
Hải đăng
Tại bãi Tư Chính có hai hải đăng, đều có chiều cao tháp đèn 22 m, tầm hiệu lực 12 hải lý, ánh sáng trắng. Đặc tính ánh sáng: một hải đăng chớp nhóm 2, chu kỳ 13 giây; một hải đăng chớp nhóm 3, chu kỳ 8 giây.

## Các yêu sách

### Nội dung yêu sách
Việt Nam
Việt Nam cho rằng, căn cứ Điều 60 Công ước Liên Hợp Quốc về Luật biển năm 1982 (UNCLOS 1982) quy định về các đảo nhân tạo, thiết bị và công trình trong vùng đặc quyền kinh tế và Điều 80 quy định về các đảo nhân tạo, thiết bị và công trình ở thềm lục địa, Việt Nam có đặc quyền tiến hành xây dựng, cho phép và quy định việc xây dựng, khai thác và sử dụng đảo nhân tạo, các thiết bị và công trình dùng vào mục đích được trù định ở Điều 56 của UNCLOS 1982 hoặc các mục đích kinh tế khác trong vùng đặc quyền kinh tế và thềm lục địa. Việt Nam tuyên bố không cố ý biến các bãi ngầm ở thềm lục địa phía nam nước này [trong đó có bãi Tư Chính] thành đảo nổi và không gán ghép chúng vào quần đảo Trường Sa, đồng thời bác bỏ sự gán ghép này.
Trung Quốc
Năm 1935, Trung Hoa Dân quốc xuất bản "Biểu đối chiếu tên gọi Hoa-Anh các đảo thuộc Nam Hải Trung Quốc", trong đó phiên âm tên tiếng Anh Vanguard Bank sang tiếng Trung là 前衛灘 (bãi Tiền Vệ). Năm 1947, Bộ Nội vụ Trung Hoa Dân quốc đổi tên tiếng Trung của bãi này thành 萬安灘 (bãi Vạn An). Tên gọi Vạn An được Cộng hòa Nhân dân Trung Hoa (Trung Quốc) tiếp tục công nhận và sử dụng từ năm 1983. Trung Quốc xem bãi Tư Chính là một phần của quần đảo Nam Sa, đồng thời xem quần đảo Nam Sa là bộ phận lãnh thổ bất khả phân của Trung Quốc.

### Công pháp quốc tế
- Khác với đảo, thực thể chìm ngập dưới biển không phải là đối tượng để các quốc gia tuyên bố chủ quyền một cách riêng rẽ, trừ khi chứng minh được chúng nằm trong vùng nước lịch sử hoặc nằm trong vùng đặc quyền kinh tế của thực thể khác.[8][9][10]
- Thềm lục địa không phải là bộ phận của lãnh thổ quốc gia, nói cách khác quốc gia ven biển không có chủ quyền đối với thềm lục địa.[11] Theo Điều 77 UNCLOS 1982, quốc gia ven biển chỉ thực hiện các quyền thuộc chủ quyền về mặt thăm dò và khai thác tài nguyên thiên nhiên của mình. Việc quốc gia ven biển thực thi quyền chủ quyền không được gây thiệt hại đến hàng hải hay các quyền và các tự do khác của các quốc gia khác đã được UNCLOS thừa nhận. Theo Điều 79 UNCLOS 1982, các quốc gia khác có quyền lắp đặt dây cáp và ống dẫn ngầm ở thềm lục địa nhưng cần được sự thỏa thuận của quốc gia ven biển.[12]

### Lịch sử tranh chấp
Ngày 8 tháng 5 năm 1992, một công ty nhỏ của Mỹ là Crestone Energy Corporation được Trung Quốc cấp quyền thăm dò dầu khí trên một diện tích 25.155 km² biển mà Trung Quốc gọi là Vạn An Bắc, cạnh khu vực bãi ngầm Tư Chính. Đồng thời, Trung Quốc cũng ký hợp đồng giao 5.076 km² biển tại bãi Tư Chính cho doanh nghiệp này. Lãnh đạo Crestone tuyên bố Hải quân Trung Quốc bảo vệ hoạt động của họ. Việt Nam một mặt phản ứng mạnh động thái trên, một mặt cấp quyền một lô dầu khí cạnh đó cho hãng Mobil cũng của Mỹ, mặt khác lôi kéo sự quan tâm của phía Nga. Đã có một vài vụ đụng độ ngắn ngủi của hải quân khi tàu của Crestone và Mobil tới vùng biển trên.
Đến năm 1994, Crestone lại có kế hoạch thăm dò lô Vạn An Bắc 21 (theo cách gọi của Trung Quốc) nhưng đứng trước đe dọa can thiệp vũ lực của Việt Nam, công ty lại phải gác ý định. Cũng trong năm này, Việt Nam thuê Công ty Vietsovpetro tìm cách khoan một giếng dầu trong khu vực nhưng khi đó bị Trung Quốc bao vây giàn khoan nhằm ngăn chặn tiếp tế. Hai năm sau, vào năm 1996, Việt Nam thuyết phục được hãng Conoco của Mỹ thăm dò dầu khí tại hai lô 133 và 134, bao trùm diện tích 14.000 km² tại vùng biển hầu như trùng khớp với vùng biển mà Trung Quốc giao cho Crestone năm 1992. Trung Quốc xem hành động của Việt Nam là bất hợp pháp và vô giá trị, đồng thời cảnh cáo trực tiếp Công ty Conoco. Việt Nam khi này cho rằng, không cần phải thảo luận với Trung Quốc về hợp đồng dầu khí, bởi lẽ vùng khai thác thuộc quyền chủ quyền và quyền tài phán của Việt Nam.
Cuối tháng 7 năm 2017, BBC News loan tin lấy từ một doanh nghiệp dầu khí Đông Nam Á và nguồn ngoại giao của Việt Nam, cho rằng phía Việt Nam bị Trung Quốc gây áp lực phải hủy bỏ hoạt động thăm dò mỏ khí lớn tại lô 136-03 (Vạn An Bắc 21) do Công ty Talisman-Vietnam (công ty mẹ là Repsol Tây Ban Nha) mới bắt đầu cách đó một tháng. Đối tác này được cho là bị yêu cầu rời khỏi khu vực, mặc dù họ đã đầu tư khoảng 300 triệu USD vào thương vụ này. Theo BBC News, Trung Quốc đe dọa sẽ tấn công các căn cứ của Việt Nam tại quần đảo Trường Sa nếu Việt Nam bất tuân.

### Vụ xâm nhập của tàu Hải Dương địa chất 08 của Trung Quốc
Ngày 18/6/2019 tàu cảnh sát biển được trang bị vũ khí hạng nặng ký hiệu 35111 của Trung Quốc đang neo đậu cách Bãi Tư Chính 40 dặm về phía tây đã thực hiện các hành vi khiêu khích xung quanh dàn khoan Hakuryu-5 (thuê của Nhật Bản, hoạt động từ ngày 15 tháng 5 năm 2019), ở lô 06-01 thuộc Dự án Nam Côn Sơn, liên doanh của Việt Nam với Nga. Từ 03/7/2019 tàu thăm dò địa chất Hải Dương 8 thuộc quyền quản lý và sử dụng của chính phủ Trung Quốc đã đi vào vùng biển gần với khu vực Bãi Tư Chính. Đi theo bảo vệ tàu này còn có ba tàu hải giám của Trung Quốc được vệ tinh phát hiện, đặc biệt là tàu hải giám trên 10.000 tấn ký hiệu 3901 và tàu dân quân biển Qiong Sansah Yu0014. Trong lúc đó, cũng có sự xuất hiện của các tàu cảnh sát biển mang cờ Việt Nam ở khu vực này, thực hiện các hoạt động cần thiết để bảo vệ vùng đặc quyền kinh tế của mình.
Ngày 16.7, trả lời câu hỏi của một số phóng viên trong và ngoài nước liên quan đến diễn biến gần đây ở Biển Đông, người phát ngôn Bộ Ngoại giao Việt Nam Lê Thị Thu Hằng nói: Mọi hoạt động của nước ngoài trên các vùng biển Việt Nam nếu không được phép của Việt Nam đều vô giá trị, xâm phạm vùng biển Việt Nam, vi phạm luật pháp quốc tế và Công ước của Liên hợp quốc về luật Biển 1982.bà Lê Thị Thu Hằng cho biết trong thời gian qua, Việt Nam đã triển khai đồng bộ các biện pháp hòa bình để giải quyết vấn đề, đấu tranh yêu cầu tôn trọng vùng biển Việt Nam, các quyền và lợi ích hợp pháp của Việt Nam trên vùng biển của mình, không có hành động làm phức tạp tình hình. "Các lực lượng chức năng trên biển của Việt Nam đã và đang thực thi chủ quyền, quyền chủ quyền và quyền tài phán một cách hòa bình, đúng pháp luật nhằm bảo vệ vùng biển Việt Nam", người phát ngôn Bộ Ngoại giao nhấn mạnh.
ngày 17-7-2019, người phát ngôn Bộ Ngoại giao Trung Quốc Cảnh Sảng lại nói rằng, Chính phủ Việt Nam nên tôn trọng chủ quyền của Trung Quốc đối với một số khu vực trên biển Đông và phía Việt Nam cũng nên kiềm chế hành động sẽ làm trầm trọng thêm tình hình trong khu vực.
Ngày 19-7, trả lời câu hỏi của phóng viên đề nghị bình luận về phát biểu của ông Cảnh Sảng, người phát ngôn Bộ Ngoại giao Việt Nam Lê Thị Thu Hằng nêu rõ, đây là vùng biển hoàn toàn của Việt Nam, được xác định theo đúng các quy định của Công ước của Liên hiệp quốc về Luật Biển 1982 mà Việt Nam và Trung Quốc đều là thành viên. Việt Nam đã tiếp xúc nhiều lần với phía Trung Quốc ở các kênh khác nhau, trao công hàm phản đối, kiên quyết yêu cầu chấm dứt ngay các hành vi vi phạm, rút toàn bộ tàu ra khỏi vùng biển Việt Nam; tôn trọng quyền chủ quyền, quyền tài phán của Việt Nam vì quan hệ hai nước và ổn định, hòa bình ở khu vực.
Chiều 25/7, tại cuộc họp báo thường kỳ Bộ Ngoại giao,Người phát ngôn Bộ Ngoại giao Lê Thị Thu Hằng nhấn mạnh "Việt Nam đã có nhiều hình thức giao thiệp ngoại giao phù hợp, trao công hàm phản đối phía Trung Quốc, yêu cầu các tàu rút ngay khỏi vùng đặc quyền kinh tế của Việt Nam."
Trả lời phóng viên tại cuộc họp báo thường kỳ ngày 8-8, người phát ngôn Bộ Ngoại giao Lê Thị Thu Hằng nói: "Như chúng tôi được biết, vào chiều ngày 7-8, nhóm tàu khảo sát Hải Dương 8 đã dừng hoạt động khảo sát và rút khỏi vùng đặc quyền kinh tế (EEZ) và thềm lục địa Việt Nam".
Ngày 16/8/2019, trả lời câu hỏi của phóng viên Việt Nam và nước ngoài liên quan đến việc tàu khảo sát Hải Dương 8 của Trung Quốc trở lại hoạt động xâm phạm vùng đặc quyền kinh tế (EEZ) và thềm lục địa của Việt Nam, người phát ngôn Bộ Ngoại giao Lê Thị Thu Hằng nêu rõ:
"Theo thông tin của các cơ quan chức năng, ngày 13-8-2019, tàu khảo sát Hải Dương 8 và một số tàu hộ tống của Trung Quốc đã trở lại hoạt động xâm phạm vùng biển Việt Nam. Đây là vùng biển hoàn toàn thuộc quyền chủ quyền và quyền tài phán của Việt Nam, được xác định theo các quy định của Công ước của Liên Hợp Quốc về Luật biển (UNCLOS) năm 1982".
Ngày 22 tháng 8 năm 2019, trả lời câu hỏi của báo chí xung quanh hoạt động của nhóm tàu khảo sát Hải Dương 8 của Trung Quốc ở vùng đặc quyền kinh tế và thềm lục địa của Việt Nam, Bà Hằng cho biết Việt Nam nhiều lần giao thiệp với Trung Quốc về vấn đề này, yêu cầu Trung Quốc chấm dứt ngay vi phạm, rút toàn bộ tàu ra khỏi vùng đặc quyền kinh tế của Việt Nam, không có những hành vi làm gia tăng căng thẳng, gây phức tạp tình hình, đe dọa đến hòa bình, ổn định và an ninh ở Biển Đông cũng như khu vực.